# Doyenné de Bruxelles-Ouest
Le doyenné de Bruxelles-Ouest est une entité du Vicariat de Bruxelles, lequel fait partie de l'archidiocèse de Malines-Bruxelles. Il a été mis en place par Mgr Jozef De Kesel, lors de la réorganisation de l'Église à Bruxelles. Cette réorganisation prévoit que chaque paroisse est intégrée dans une unité pastorale, laquelle est rattachée à un doyenné. 

## Liste des unités pastorales et des paroisses
Le doyenné de Bruxelles-Ouest comprend les unités pastorales et les paroisses suivantes :
- Unité pastorale Scheutebroek
- Unité pastorale Cureghem
  - Paroisse Notre Dame Immaculée (Anderlecht)
  - Paroisse Saint François Xavier (Anderlecht)
- Unité pastorale Anderlecht-Centre
  - Paroisse Saints-Pierre et Guidon (Anderlecht)
  - Paroisse Saint-Luc (Anderlecht)
  - Paroisse du Saint-Esprit (Anderlecht)
- Unité pastorale des Trois Vignes (anciennement Laeken-Est)[1]
  - Paroisse du Christ-Roi (Laeken)
  - Paroisse Saints-Pierre et Paul (Neder-Over-Hembeek)
  - Paroisse Pacem In Terris (Beauval)
- Unité pastorale de Jette
  - Paroisse Saint-Pierre (Jette)
  - Paroisse Notre-Dame de Lourdes (Jette)
  - Paroisse Saint-Joseph (Jette)
  - Paroisse Sainte-Claire (Jette)
- Unité pastorale Joseph Cardijn
  - Paroisse du Divin Enfant Jésus (Laeken)
  - Paroisse Notre-Dame de Laeken (Laeken)
  - Paroisse des Saints Anges (Laeken)
  - Paroisse Saint Lambert (Laeken)
- Unité pastorale Molenbeek-Centre
- Unité pastorale Père-Damien
  - Paroisse Sainte Agathe (Berchem-Sainte-Agathe)
  - Paroisse Sainte Anne (Koekelberg)
  - Paroisse Sainte Cécile (Ganshoren)
  - Paroisse Saint Martin (Ganshoren)
  - Paroisse de la Basilique du Sacré-Cœur (Koekelberg)
- Unité pastorale Emmaüs [2]
  - Paroisse Saint Charles Borromée (Molenbeek Saint Jean)
  - Paroisse de la Résurrection (Molenbeek Saint Jean)
  - Paroisse du Bon Pasteur (Molenbeek Saint Jean)